# Fterra
Fterra (albanisch auch Fterrë, selten auch Ftera/Fterë) ist ein kleines Dorf in Südwestalbanien.

## Geographie
Fterra befindet sich südlich von Kurvelesh und 10 km nördlich von Borsh in einem Seitental der Albanischen Riviera. Das Dorf gehört zur Gemeinde Himara im Qark Vlora. Es liegt auf 350 bis 400 m ü. A. am Westhang des Berges Maja e Lajthisë (1418 m ü. A.). Die Berghänge sind leicht bewaldet. Es gibt zahlreiche Karstquellen und einige Höhlen. Fterra liegt an der alten, durch die Berge von Kurvelesh führenden Straße von Borsh nach Vlora.

## Ethnologische Beobachtungen
Das Dorf wurde zusammen mit dem auf der anderen Talseite gelegenen Dorf Çorraj von den Albanologen Karl Kaser, Robert Pichler und Stephanie Schwandner-Sievers in einem im Jahr 2002 erschienenen Buch porträtiert als Beispiel eines albanischen Bergdorfes, das stark unter der Abwanderung zu leiden hat. Viele der Männer des Dorfes seien seit den 1990er Jahren in Griechenland erwerbstätig und unterhielten mit den Geldern aus der Emigration die Zurückgebliebenen in der Heimat, die daneben meist noch Weidewirtschaft betrieben und kleine Felder zur Subsistenzwirtschaft bestellten. Geerntet würden insbesondere Oliven, Nüsse, Feigen, Zitrusfrüchte und Trauben. Viele Bewohner äußerten gegenüber den Autoren die Absicht, die Heimat zu verlassen und sich im Ausland niederzulassen.

## Geschichte
Erstmals wurde Fterra im Jahr 1431 im Sûret-i defter-i sancak-i Arvanid (Defter des albanischen Sandschaks) schriftlich erwähnt. Damals bestand es aus zwölf – wohlhabenderen – Familien. Im osmanischen Defter des Jahres 1583 ist der Ort Ifteran mit 24 Großfamilien und in späteren Jahren mit 45 Großfamilien aufgeführt.
Während der frühen osmanischen Ära war es Teil der Nahiye von Sopot, während es im 16. Jahrhundert in die Kaza von Kurvelesh eingegliedert wurde.
Seit 1916 gibt es im Dorf Schulunterricht auf Albanisch; für die damalige Zeit außergewöhnlich.
Beim Aufstand von Vlora im Jahre 1920 nahmen 48 Mann von Fterra unter der Führung von Xhafer Shehu am Kampf teil.
Seit 1997 wird in Tirana die Zeitschrift „Fterra jonë“ (Unser Fterra) publiziert, die über Kultur und Geschichte berichtet.

## Bevölkerung
1944 wurden 116 Familien gezählt.
Im Sommer 1998 hatte das Dorf 168 Einwohner, die in 61 Häusern in drei Vierteln wohnten.

## Persönlichkeiten
- Jakup Mato (1934–2005), Literaturkritiker
- Muzafer Korkuti (* 1936), Archäologe
- Sulejman Mato (* 1941), Schriftsteller